# Чаба Видач
Чаба Видач (мађ. Vidáts Csaba; Сењ, 22. новембар 1947) бивши је мађарски фудбалер, репрезентативац и тренер. За клуб и репрезентацију је играо на позицији везног играча.

## Каријера

### Клуб
Године 1960. почео је да игра фудбал у свом родном граду, у екипи Олајмункаш из приградског дела Комарома, Сењ (Szőny). Између 1962. и 1963. играо је у Татабањи и 1964. у Солноку. Добио је уговор од Вашаша 1965. године и постао професионални фудбалер. У Анђелфелду, делу Будимпеште, са Вашашем је био једанпут други и два пута трећи у највишој мађарској лиги. Са тимом је освојио Куп Централне Европе 1970. и куп Мађарске 1973. године. До 1976. године наступио је на укупно 198 лигашких утакмица и постигао 36 голова. 1977. прекинуо је активан фудбал завршивши у нижеразредном клубу у Оздону.

### Репрезентација
Између 1970. и 1974. године наступио је 21 пута у репрезентацији и постигао је три гола. Био је члан репрезентације која је освојила четврто место на Европском првенству 1972, али није играо ни на једној утакмици завршног турнира. Исте године освојио је сребрну медаљу са олимпијском репрезентацијом Мађарске на Олимпијским играма у Минхену, за коју је наступио два пута.

## Достигнућа
Вашаш
- Прва лига Мађарске у фудбалу: 
  - други:1970/71,
- Мађарски куп:
  - Победник: 1972/73[5]
- Мађарски куп:
  - Победник: 1971/72,
- Митропа куп:
  - победник: 1970.
- Куп УЕФА:
  - четвртфинале: 1967/68.

Мађарска
- фудбал на Летњим олимпијским играма:  
  - сребрна медаља:1972 (сребрна медаља)[6]